# Missel de Stammheim

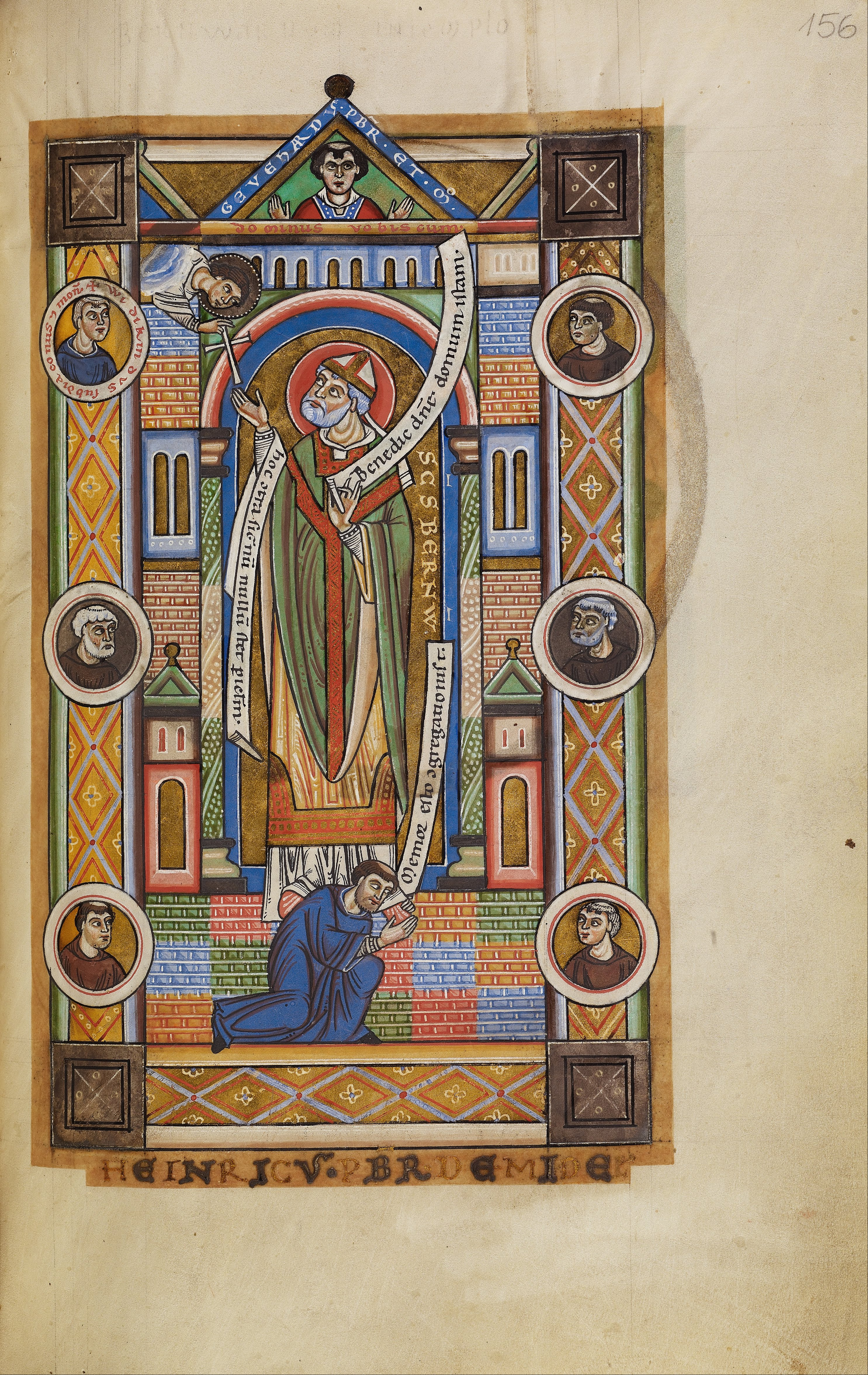
Miniature sur parchemin représentant Bernward de Hildesheim dans sa cathédrale recevant une croix d'un ange

Le missel de Stammheim (d'après le château de Stammheim où il était conservé), est un parchemin enluminé datant de 1160-1170 composé par le prêtre Henricus de Middel pour l'abbaye de Hildesheim.

## Description et historique
Ce missel romain est richement orné de miniatures dont une miniature de pleine-page sur cuir représentant l'évêque saint Bernward de Hildesheim, mort en 1022 (canonisé plus tard en 1192, mais déjà vénéré localement depuis 1150), qui reçoit une croix de la part d'un ange et qui tient deux rouleaux d'écriture avec les inscriptions, pour l'un: « hoc c(on)tra signu(m) nullu(m) stet p(er)ic(u)l(um) » et pour l'autre: « Benedic d(omi)ne domum istam ». Henricus de Middel est figuré au bas, un genou à terre, tenant le rouleau avec l'inscription: « Memor esto congregationis tu(ae) », verset de l'antiphon Salvum fac (73,2). L'ange évoque le miracle de la Croix qui a donné lieu à la fondation de l'abbaye Saint-Michel de Hildesheim, tel qu'il est rapporté dans la Vita Bernwardi, et à la confection du reliquaire de la Croix de saint Bernward, conservé au musée de la cathédrale de Hildesheim.
Ce manuscrit est avec le sacramentaire de Ratmann, composé à la même époque, un témoignage liturgique exceptionnel de la vénération de saint Bernward dans son abbaye.
Le missel de Stammheim a été acquis en 1997 par le J. Paul Getty Museum de Los Angeles de la collection privée de la famille des barons de Fürstenberg (de), pour financer la restauration de leur château de Körtlinghausen. Le diptyque d'ivoire carolingien qui servait de reliure et qui a été séparé du reste en 1904 pour être conservé aux musées d'État de Berlin a disparu dans le bombardement du musée en 1945. Des documents photographiques en gardent le souvenir.

## Source
- (de) Cet article est partiellement ou en totalité issu de l’article de Wikipédia en allemand intitulé « Stammheimer Missale » (voir la liste des auteurs).